# Honeymoon Hotel (film, 1934)
Pour plus de détails, voir Fiche technique et Distribution.
Honeymoon Hotel est un film américain d'animation réalisé par Earl Duvall, sorti en 1934.
Produit par Leon Schlesinger et distribué par Warner Bros., ce cartoon fait partie de la série Merrie Melodies.

## Fiche technique
- Réalisation : Earl Duvall
- Production : Leon Schlesinger Studios
- Musique originale : Bernard Brown
- Montage : Bernard Brown et Treg Brown
- Format : 35 mm, ratio 1.37 :1, couleur, mono
- Durée : 7 minutes
- Pays de production :  États-Unis
- Langue : anglais
- Genre : animation
- Distribution : 
  - 1934 : Warner Bros. Pictures cinéma
- Date de sortie : 
  - États-Unis : 17 février 1934